# 本多政恒
本多 政恒 （ほんだ まさつね、宝永2年（1705年）- 宝暦10年10月6日（1760年11月13日）） は、加賀藩の家老、人持組本多図書家第2代当主。
父は加賀藩家老本多政冬。正室は本多政質の娘。子は本多政成室。養子は本多政康。通称は頼母、図書。

## 生涯
宝永2年（1705年）、加賀藩家老本多政冬の子として生まれる。享保11年（1726年）、若年寄席見習に任じられる。享保12年（1727年）、若年寄となる。享保13年（1728年）、父の死去により家督と知行1万1000石を相続する。元文元年（1736年）、家老となる。延享元年（1744年）、藩主前田吉徳より、不和であった本家本多政昌との和解を命じられる。寛延3年（1750年）、家老を免じられる。
宝暦10年（1760年）10月6日死去。享年56。家督は本多伊織政則の子の政康が養子となって相続した。

## 登場作品
『暴れん坊将軍VII』（1996年、テレビ朝日、第6話てんやわんやの親孝行、演：藤沢徹夫）